# Белое: ловля злых зверей
Белое: Ловля Злых Зверей — студийный альбом российской группы Theodor Bastard, вышедший 27 октября 2008 года на московском лейбле Q-code
и впоследствии переизданный с другими версиями песен под названием Beloe: Hunting For Fierce Beasts
на аргентинском лейбле Twilight Records.
Это одна из первых работ в жанре российской этно-электроники, так открыто апеллировавшая к русскому фольклору и доказавшая,
что русскоязычная музыка может быть тоже современной, экспериментальной и модной.
На альбоме «Белое», в отличие от предыдущих, Theodor Bastard впервые обращаются к русскому фольклору и народному творчеству,
что стало поворотной точкой в развитии коллектива. В составе инструментов группы появляются русские гусли, виолончель и арфа.
Первый сингл из альбома, «Мир», был доступен 10 сентября 2008 года, за полтора месяца до релиза.
Сингл был издан лимитированным тиражом на альтернативном носителе USB-флэш, в форме
игральной карты с фирменным логотипом группы. Позже на заглавную песню, был снят музыкальный клип,
в котором Фёдор Сволочь, лидер коллектива, впервые дебютировал как режиссер.
На лейбле Q-code в октябре 2008 года альбом «Белое: Ловля Злых Зверей» вышел в уникальном
оформлении - диджипак был помещен в короб из толстого картона с вырубкой в виде креста и большим
буклетом. Примечательно, что обложка и все концептуальное оформление сделано из картин Фёдора Сволочи.
9 ноября 2018 года вышел альбом «Белое: Ловля Злых Зверей (10th Anniversary Edition)» - отредактированная и пересведенная версия с новым улучшенным звуком, приуроченная к 10-летию вышедшего в 2008 году альбома «Белое: Ловля Злых Зверей». В новой редакции собраны лучшие, по мнению группы, версии песен с обоих изданий альбома — российского 2008 года и аргентинского 2009 года.
С 4 декабря 2018 года в музее современного искусства Эрарта в Санкт-Петербурге в отдельном зале проходит выставка картин Фёдора Сволочи, использованных в оформлении альбома «Белое: Ловля Злых Зверей», приуроченная к выходу юбилейного издания «Белое: Ловля злых зверей (10th Anniversary Edition)», вышедшего в ноябре. Это 13 картин размером 1 метр на 1 метр, дополняют экспозицию видеоинсталляция и звук.

## История создания
Вместо анонсированного ранее альбома «Темнота», который музыканты готовили совместно с
венесуэльскими звукорежиссерами, музыканты радикально изменили свои представление о будущей работе
и обратились к русскому фольклору и народному творчеству. Было решено выпустить диск под новым
названием «Белое: Ловля Злых Зверей», где наряду с радикальной электроникой использовались
акустические народные инструменты и русские фольклорные мотивы.

Меня всегда привлекала идея совмещения звука акустических инструментов с микротональной
электроникой и шумами. Чтобы приблизиться к этой
задумке, нам пришлось полностью пересмотреть свой подход к саунду и даже сменить инструментарий
вплоть до разъемов на пультах.
— Фёдор Сволочь
В течение месяца музыканты искали оптимальный по их представлению звук акустической гитары, а
виолончель записывали в трех разных студиях. Мила Федорова даже приобрела в Америке
электровиолончель, но окончательный выбор был сделан в пользу инструмента первой половины прошлого
века - его звучание лучше всего сочеталось с электроникой.
Часть песен сочиненены и спеты Федором, но большую часть текстов для нового релиза написала
вокалистка Theodor Bastard Яна Вева. На альбоме, помимо голоса, можно услышать и ее и игру на
клавишах.
Музыканты почти год сидели в студии и записывали по нескольку версий каждой песни, меняя тональности, темп и состав инструментов.

Это было похоже на то, что Фёдор собирает альбом по кусочкам как некую головоломку. На мой взгляд, все было готово почти год назад, но в голове у Фёдора была какая-то иная картинка, и мы вынуждены были подстраиваться под этот маниакальный подход.
— Яна Вева
Так, например, композиция «Мир» претерпела множество изменений. В альбомной версии этой песни и ее мелодия, и темп отличаются от тех версий, которые можно услышать на сингле и в клипе.
В нескольких композициях звучат гусли, партию которых исполнила давняя знакомая Theodor Bastard
Мария Акимова. В качестве приглашенных музыкантов были также задействованы Мила Федорова
(виолончель), Евгений Федотов (гитара), Елена Тишина (арфа) и лидер группы Ole Lukkoye Борис
Бардаш, спевший в одной из песен.

## Тематика
Альбом посвящен, по словам участников группы, внутреннему очищению — борьбе с демонами, которые есть в каждом из нас.
Альбом полностью русскоязычный и пронизан русскими фолк-мотивами. В составе инструментов группы появляются гусли, виолончель и арфа.

## Оформление
Двадцатистраничный буклет коллекционной версии оформлен болезненными картинами Федора, отчасти
иллюстрирующими основные темы альбома. В этих работах реальный мир российской глубинки словно
преломлен через кривое зеркало грибного бэд-трипа.

Мы долго искали дизайнера. Но в результате ребята решили, что рисунки Фёдора
являются сами подходящими. По мнению нашего перкуссиониста Кусаса, так рисуют только шизофреники. И
мы остановились именно на этом оформлении.
— Яна Вева

## Список песен
| №   | Название                    | Длительность |
| --- | --------------------------- | ------------ |
| 1.  | «Вода (От холода до тепла)» | 5:51         |
| 2.  | «Очи (Ручеек)»              | 4:56         |
| 3.  | «Сон»                       | 4:11         |
| 4.  | «Будем жить»                | 6:22         |
| 5.  | «Вернись чистым»            | 5:33         |
| 6.  | «Ухожу (Как по волнам)»     | 3:40         |
| 7.  | «Снега»                     | 4:54         |
| 8.  | «Мир»                       | 5:24         |
| 9.  | «Ловля злых зверей»         | 4:24         |
| 10. | «Белое»                     | 3:49         |
| 11. | «Темное окно»               | 6:47         |

## Участники записи
- Яна Вева — вокал, клавишные, тексты
- Фёдор Сволочь — вокал, гитара, тексты, аранжировка, графика
- Алексей «Кусас» Курасов — ударные, сэмплер
- Тарас «Монти» Фролов — клавишные
- Максим «Макс» Костюнин — перкуссия, текст
- Мила Фёдорова — виолончель
- Мария Акимова — гусли
- Елена Тишина — арфа
- Евгений Федотов — гитара
- Антон Покровский — эффекты
- Борис Бардаш — вокал, текст

## Критики об альбоме
Андрей Бухарин, обозреватель журнала Rolling Stone, назвал альбом «настоящим памятником маниакальному перфекционизму» и «актом практического героизма» и отметил, что запись «виртуозна настолько, что континентально-европейским релизам аналогичного направления рядом с «Белым" делать просто нечего».
В большой статье на сайте Звуки.ру, посвященной выходу альбома, говорится, что «каждый звук, каждая картинка выходящая из лаборатории Theodor Bastard, отмечены невероятным, совершенно невозможным для независимого артиста качеством» и что «Theodor Bastard за беспрестанным искательством не забывают о настоящей красоте».
А музыкальный журнал «Новый Рок» называет альбом «необычным и кардинально отличающимся от прежних работ коллектива» и  напоминает, что «Theodor Bastard по праву носят звание самой удивительной и необычной группы «тёмной» сцены России. Впрочем, и на западной сцене найти аналоги будет затруднительно».